# Sparisoma rubripinne
Sparisoma rubripinne là một loài cá biển thuộc chi Sparisoma trong họ Cá mó. Loài này được mô tả lần đầu tiên vào năm 1840.

## Từ nguyên
Từ định danh của loài đươc ghép bởi hai từ trong tiếng Latinh: ruber ("ửng đỏ") và pinnis ("vây cá"), hàm ý đề cập đến vây bụng và vây hậu môn có màu đỏ của cá cái.

## Phạm vi phân bố và môi trường sống
S. rubripinne được ghi nhận từ bang Massachusetts (Hoa Kỳ) và Bermuda trải dài theo bờ đông Hoa Kỳ đến bang Florida và khắp vùng biển Caribe, bao gồm toàn bộ Antilles, giới hạn ở phía nam đến Venezuela.
Những quần thể trước đây được cho là S. rubripinne đã được xác định là của loài Sparisoma axillare (đặc hữu của Brasil) và Sparisoma choati (Đông Đại Tây Dương).
Loài này sống gần các rạn san hô và trong những thảm cỏ biển ở độ sâu đến ít nhất là 15 m.

## Mô tả
S. rubripinne có chiều dài cơ thể tối đa được biết đến là gần 48 cm. Cá đực trưởng thành có màu xanh lục lam đến xanh lục sẫm. Có một đốm đen lớn ở gốc vây ngực. Vây đuôi có dải màu sáng (hoặc vàng tươi) hình lưỡi liềm ở rìa sau. Cá cái và cá đực đang lớn có màu nâu xám nhạt (bụng trắng), thường lốm đốm các vệt trắng xám trên cơ thể. Dưới cằm xen kẽ các vệt màu sẫm và sáng. Cuống và vây đuôi có màu vàng; vây bụng và vây hậu môn có màu đỏ nhạt. Cá con có kiểu hình tương tự cá cái, nhưng có thêm các hàng đốm trắng ở hai bên thân.
Số gai vây lưng: 9; Số tia vây ở vây lưng: 10; Số gai vây hậu môn: 3; Số tia vây ở vây hậu môn: 9; Số tia vây ở vây ngực: 13.

## Sinh thái học
Thức ăn của S. rubripinne chủ yếu là tảo và cỏ biển. S. rubripinne là một loài lưỡng tính tiền nữ (cá cái có thể chuyển đổi giới tính thành cá đực) và đã được ghi nhận là sinh sản theo nhóm.

## Thương mại
S. rubripinne được đánh bắt trong ngành thủy sản thương mại.